# Attaque de Banjska
Crise du nord du Kosovo de 2022-2023
L'attaque de Banjska (en albanais : Sulmi në Banjskë ; en serbe : Напад у Бањској / Napad u Banjskoj) est une attaque armée menée par des militants serbes contre la Police du Kosovo qui a eu lieu le 24 septembre 2023 dans le village de Banjska au nord du Kosovo. L'attaque a été classée comme attaque terroriste par le Kosovo et l'Union européenne,.

## Contexte
L'incident s'est produit dans un contexte de tensions accrues dans la région. Après la décision du Premier ministre Albin Kurti de bloquer toutes les plaques d'immatriculation serbes portant les lettres KM (Kosovska Mitrovica) au sein de la république du Kosovo, invoquant des problèmes constitutionnels, les serbes du Kosovo travaillant dans le secteur public, y compris les maires de quatre municipalités du nord du Kosovo, ont démissionné en signe de protestation. Après le boycott des maires et du personnel administratif, de nouvelles élections étaient programmées. En novembre 2022, la présidente Vjosa Osmani a fixé au 18 décembre la date de nouvelles élections dans les quatre municipalités du nord du Kosovo.
Cependant, après de nouveaux affrontements dans le nord du Kosovo, Osmani a décidé de reporter les élections municipales, initialement prévues le 18 décembre, à avril 2023. Cette décision a reçu le soutien des ambassadeurs de l'Union européenne.
Dans les jours qui ont précédé les élections reportées, la Liste serbe, le principal parti politique du nord du Kosovo à majorité serbe, a appelé la communauté serbe à ne pas voter, ce qui a entraîné un boycott des élections locales par les serbes de la région qui exigeaient plus d'autonomie. Malgré le boycott, quelques serbes du Kosovo et la minorité locale des albanais du nord du Kosovo ont participé aux élections. En raison du boycott, les quatre maires nouvellement élus dans les municipalités du nord étaient issus de partis albanais.
Après les élections, des membres de la communauté serbe du Kosovo ont manifesté devant les bâtiments municipaux du nord du Kosovo, exprimant leur mécontentement à l'égard des maires nouvellement élus. Ces manifestations ont été étroitement surveillées par la police du Kosovo, la Mission État de droit de l'Union européenne au Kosovo (EULEX) et les forces de maintien de la paix de l'OTAN (KFOR). Des affrontements ont eu lieu entre les troupes de la KFOR et les manifestants serbes du Kosovo, entraînant des blessures parmi les militaires et les manifestants.

## Attaque
Entre le 23 et le 24 septembre 2023, deux camions sans plaque d'immatriculation ont été placés sur un pont à l'entrée du village de Banjska, bloquant la route.
Le blocage a été signalé à la police tôt le matin du 24 septembre. Vers 2 h 30 du matin, trois unités de police sont arrivées sur les lieux, après quoi elles ont été attaquées dans différentes directions par un groupe armé d'une trentaine d'hommes, équipés de diverses armes, dont des grenades. Lors de la fusillade initiale, les forces de police kosovares ont réussi à repousser l'attaque initiale,. Trois policiers kosovars ont été blessés et transportés à l'hôpital régional du sud de Mitrovica, mais l'un d'eux est décédé à son arrivée,.
Après l'embuscade, le groupe d'hommes armés est entré dans le monastère de Banjska et s'est barricadé à l'intérieur avant d'être encerclé par les forces de sécurité kosovares. Un groupe de pèlerins de Novi Sad, en Voïvodine, se trouvait au monastère au moment de l'attaque. À 17 h 27, les forces spéciales du Kosovo sont entrées et ont repris le monastère, mettant fin au siège. Xhelal Sveçla (en), ministre des Affaires intérieures du Kosovo a déclaré que le village avait été mis sous contrôle après « plusieurs batailles consécutives » tout au long de la journée.
Les autorités kosovares ont arrêté deux hommes armés et quatre autres serbes qui ont été découverts avec du matériel de communication à proximité des lieux et ont enquêté sur eux pour terrorisme. Ils ont également saisi des véhicules utilisés par les assaillants contenant un arsenal d'armes, d'explosifs, de munitions et d'autres moyens logistiques pour soutenir des centaines de personnes. Parmi les objets récupérés figuraient des lance-roquettes, un véhicule blindé lourd, 24 automobiles, deux motos 4×4 ???, 150 explosifs, trois drones, 30 AK-47, six mitrailleuses, 29 mortiers et plus de 100 uniformes militaires.
EULEX, la mission de l'UE qui agit en tant que deuxième intervenant en matière de sécurité au Kosovo, était également sur place.

### Victimes
Du côté kosovar, le sergent de police Afrim Bunjaku a été tué par les militants serbes. Il a reçu à titre posthume l'ordre Héros du Kosovo (en),.
Officiellement, quatre militants serbes, identifiés comme étant Bojan Mihajlović, ancien garde du corps du ministre serbe du Kosovo Aleksandar Vulin en 2013, Stefan Nedeljković, Vladimir Tolić et Igor Milenković, ont été confirmés comme étant morts dans les affrontements. Sveçla a déclaré qu'au moins trois militants serbes avaient été tués et qu'il y avait une forte possibilité que d'autres militants serbes soient tués. La plupart des médias et experts en sécurité albanais du Kosovo estiment à huit le nombre de militants serbes tués,,,. Aleksandar Vučić, le président de la Serbie, évalue à trois le nombre de militants serbes morts. Le 25 septembre, le corps d'un autre militant serbe a été retrouvé par les autorités kosovares, portant le nombre total de décès confirmés à 4. Le 26 septembre, des photos ont été publiées montrant les corps de deux militants serbes à l'intérieur d'un véhicule de police.

### Attaquant
L’identité et les antécédents des agresseurs n’ont pas été rendus publics. Ils ont été décrits comme des « hommes armés » et des « militants serbes »,. Le procureur Naim Abazi a confirmé que les militants arrêtés étaient des citoyens serbes. Le ministre Sveçla a déclaré que six hommes armés s'étaient enfuis en Serbie et recevaient des soins pour leurs blessures dans un hôpital de Novi Pazar. Il a demandé leur extradition vers le Kosovo. Il a également affirmé que la Serbie exploitait des camps d'entraînement pour les « insurgés » et a déclaré que les autorités kosovares enquêtaient également sur l'implication de la Russie dans l'attaque.
Le 26 septembre, la police du Kosovo a dévoilé des preuves vidéo d'un drone impliquant le vice-président de la Liste serbe, Milan Radoičić (en), comme faisant partie du groupe militant. Le parti conserve des affiliations étroites avec le président Vučić. Les permis d'armes de Radoičić ont été laissés sur place. Plus tard dans une interview, Vučić a reconnu que Radoičić était « un combattant de la liberté ». Le 29 septembre, Radoičić a assumé la responsabilité de l'attaque, déclarant par l'intermédiaire d'un avocat que l'attaque avait été organisée à l'insu des autorités serbes ou de la Liste serbe, dont il a démissionné. Le même jour, les autorités du Kosovo ont perquisitionné ses propriétés, notamment une villa au bord du lac, un appartement en attique et un restaurant.

## Réactions

### Kosovo
La présidente Vjosa Osmani a affirmé que l'attaque avait été « orchestrée par des bandes criminelles serbes » et l'a qualifiée d'attaque contre l'intégrité territoriale du Kosovo. Le Premier ministre Albin Kurti a qualifié les assaillants de « lourdement armés et lourdement équipés, professionnellement formés et planifiés, politiquement soutenus, matériellement financés et logistiquement soutenus par la Serbie ». Kurti a en outre attribué la responsabilité aux « troupes soutenues par l'État serbe » pour ce qu'il a décrit comme des « attaques terroristes ». Il a exhorté les pays occidentaux à adopter des sanctions contre la Serbie, tandis qu'Osmani a affirmé que la Serbie persistait à affirmer des revendications territoriales et à inciter activement aux tensions, semblable à ce qu'elle a décrit comme un « modèle de Crimée ».
Le directeur général de la police du Kosovo, Gazmend Hoxha, a déclaré que l'attaque avait déclenché la plus grande opération de police dans le pays depuis la guerre du Kosovo en 1999. Les postes frontières de Jarinje et Brnjak entre le Kosovo et la Serbie ont été fermés en raison de l'incident. Le 29 septembre, la police kosovare a effectué des descentes dans cinq localités de trois municipalités du nord du pays dans le cadre de l'attaque, et des rapports indiquent que plusieurs véhicules ont été confisqués. Les médias serbes ont rapporté que parmi les lieux visés figuraient un hôpital et un restaurant à Mitrovica.
Un cousin d'Afrim Bunjaku a publié une déclaration confirmant sa mort avec le titre de la déclaration écrit en toutes lettres majuscules : « Mourir pour sa patrie, c'est comme naître de nouveau ».
La Liste serbe a annoncé une période de deuil de trois jours « pour pleurer la perte de nos concitoyens », c'est-à-dire les militants des municipalités à majorité serbe contre les lois kosovares qui réservent de telles actions au président et aux autorités municipales. Le 26 septembre, les habitants de Mitrovica et de trois autres villes se sont rassemblés et ont allumé des bougies pour les assaillants morts.
L'éparchie de Ras-Prizren de l'église orthodoxe serbe, qui dirige le monastère de Banjska, a condamné l'attaque et les violences commises dans le monastère, exprimant ses condoléances aux familles des policiers tués et blessés. Le diocèse a indiqué que les hommes armés et masqués ont franchi la porte verrouillée du monastère et ont pris d'assaut le complexe à bord d'un véhicule blindé,.

### Serbie
Le président Vučić a accusé le premier ministre Kurti d'être « le seul coupable » de l'événement et a déclaré que « le peuple est tombé dans le piège des provocations »,. Il a également affirmé que les attaquants étaient des serbes du Kosovo qui « ne voulaient plus supporter la terreur de Kurti ». Le ministre de la Défense Miloš Vučević a déclaré à la RTS que les assaillants étaient les derniers d'une longue lignée de combattants morts « pour la liberté du Kosovo et la liberté de la Serbie », tandis que plusieurs journaux les qualifiaient de « héros » et affirmaient que le pays était collectivement « en larmes » pour les personnes tuées dans l'attaque.
Vučić a affirmé à la télévision que les services de renseignement de sécurité avaient filmé des policiers kosovars laissant mourir un serbe blessé sans l'aider. Selon lui, ils ont ri en le regardant et l'un des policiers a déclaré que ce ne serait pas une honte si le serbe mourait. Il a également affirmé que des maisons privées où vivaient des serbes âgés avaient été la cible de tirs de la police du Kosovo sans raison, et que deux serbes avaient été tués par des tirs de tireurs isolés alors qu'ils étaient loin de quiconque.
La Serbie a déclaré le 27 septembre jour de deuil national. Cependant, Shqiprim Arifi (en), le maire de Preševo dans le sud de la Serbie, a refusé d'organiser une commémoration dans la ville à majorité albanaise.

### Internationales
- Albanie : Le Premier ministre Edi Rama a condamné l'assassinat d'Afrim Bunjaku et la décision de la Serbie de déclarer une journée de deuil en l'honneur des assaillants[73],[74]. Dans la capitale du pays, Tirana, les gens se sont réunis sur la place Mère Teresa (en) pour commémorer Bunjaku en allumant des bougies[75].
- Union européenne : L'envoyé spécial de l'UE pour les Balkans Miroslav Lajčák et le commissaire européen aux Affaires étrangères Josep Borrell ont condamné l'attaque. Tous deux ont déclaré que les auteurs devaient faire face à des conséquences juridiques[76].
- Monténégro : Le Premier ministre Dritan Abazović a fermement condamné l'attaque, soulignant le risque que la situation ne dégénère en un conflit plus important avec des répercussions catastrophiques pour toutes les parties impliquées[77]. Rifat Fejzić, chef de la communauté islamique du Monténégro, a également dénoncé l'attaque, soulignant l'importance d'une voie commune vers l'intégration des Balkans dans l'UE[78].
- Macédoine du Nord : Le Premier ministre Dimitar Kovačevski a fermement condamné l'attaque, appelant à une désescalade immédiate de la situation[79]. Le ministre des Affaires étrangères Bujar Osmani a également dénoncé l'attaque et souligné la nécessité d'une enquête approfondie sur « l'acte de violence »[80]. En outre, le chef du plus grand parti albanais de souche, l'Union démocratique pour l'intégration, Ali Ahmeti, a qualifié l'attaque d'attaque contre « la paix, la stabilité et la sécurité de toute la région »[81].
- Russie : La Russie a défendu la Serbie et a accusé le gouvernement kosovar d'avoir incité à l'attaque, ajoutant que l'effusion de sang pourrait devenir incontrôlable.
- Turquie : Le porte-parole du ministère des Affaires étrangères, Tanju Bilgiç, a dénoncé l'attaque et a souligné le soutien de la Turquie au processus de dialogue en cours[82].
- États-Unis : Le secrétaire d'État Antony Blinken a fermement condamné l'attaque et a exhorté le Kosovo et la Serbie « à s'abstenir de toute action ou rhétorique susceptible d'attiser davantage les tensions ». Il a souligné l'impératif de demander des comptes aux individus responsables de ce crime par le biais d'une procédure d'enquête transparente[83]. L'ambassadeur au Kosovo Jeff Hovenier (en) a affirmé que l'attaque démontrait un haut degré de « coordination et de sophistication », avec des indications d'entraînement militaire parmi les rebelles et la présence d'une quantité importante d'armes, ce qui implique une intention sérieuse de perturber la sécurité régionale[84].